# Sarah Hendrickson
Sarah Hendrickson, ameriška smučarska skakalka, * 1. avgust 1994, Salt Lake City, Utah, ZDA.
Sarah je nekdanja  skakalka ameriške ženske reprezentance. Leta 2012 je v starosti 17 let postala prva zmagovalka ženske sezone v smučarskih skokih. Večje uspehe ji je preprečila ponavljajoča se huda poškodba kolena.

## Telmovalna kariera

### Bronasta in srebrna med mladinkami
Sarah je v starosti 15 let osvojila bronasto medaljo na Svetovnem mladinskem prvenstvu 2010 na posamični tekmi. Dve leti kasneje je v turškem Erzurumu zasedla drugo mesto in osvojila še srebrno kolajno.

### Svetovni pokal, 2011-15
Na tekmah svetovnega pokala je debitirala na sploh prvi tovrstni tekmi v smučarskih skokih za ženske 3. decembra 2011 v Lillehammerju s prvo zgodovinsko zmago v svetovnem pokalu za ženske. Skupaj pa ima že kar 13 posamičnih zmag v svetovnem pokalu. V sezoni 2011-12 je osvojila tudi prvi veliki kristalni globus za svetovni pokal v ženskih smučarskih skokih.

#### Svetovna prvakinja 2013
22. februarja 2013 je v italijanskem Val di Fiemmeju postala svetovna prvakinja na tekmi posameznic v skokih na srednji napravi.
Leta 2014 je nastopila na prvi tekmi za ženske v smučarskih skokih v zgodovini olimpijskih iger na srednji skakalnici in osvojila 21. mesto.

#### Poškodba in odsotnost
Sredi leta 2015 si je na treningu obnovila staro poškodbo kolena in posledično ostala brez nastopanja v sezoni 2015-16. Namesto tekmovanja je morala je na operacijo in dolgotrajno okrevanje po njej.

#### Vrnitev
Po enoletni odsotnosti se je vrnila na tekmovanja v začetku sezone 2016-17. Na prvi tekmi sezone je zasedla enajsto mesto.
Konec sezone 2020/21 je napovedala svojo športno upokojitev.

## Dosežki v Svetovnem pokalu

### Naslovi
| Sezona | Discipline              |
| ------ | ----------------------- |
| 2012   | veliki kristalni globus |

### Uvrstitve po sezonah
| Sezona  | Uvrstitev | Točke |
| ------- | --------- | ----- |
| 2011-12 | 1         | 1169  |
| 2012-13 | 2         | 1047  |
| 2014-15 | 8.        | 399   |

### Uvrstitve na stopničke po sezonah
| Sezona  | 1  | 2 | 3 | Skupaj |
| 2011-12 | 9  | 3 | - | 12     |
| 2012-13 | 4  | 3 | 3 | 10     |
| 2014-15 | -  | 1 | 2 | 3      |
| 2016-17 | -  | - | - | -      |
| Skupaj  | 13 | 7 | 5 | 25     |

### Zmage (11)
| Sezona           | Datum            | Kraj         |
| ---------------- | ---------------- | ------------ |
| 2011-12          | 3. december 2011 | Lillehammer  |
| 2011-12          | 8. januar 2012   | Hinterzarten |
| 2011-12          | 14. januar 2012  | Predazzo     |
| 2011-12          | 15. januar 2012  | Predazzo     |
| 2011-12          | 11. februar 2012 | Ljubno       |
| 2011-12          | 12. februar 2012 | Ljubno       |
| 2011-12          | 3. marec 2012    | Zaō          |
| 2011-12          | 4. marec 2012    | Zaō          |
| 2011-12          | 9. marec 2012    | Oslo         |
| 2012-13          |                  |              |
| 8. december 2012 | Soči             |              |
| 12. januar 2013  | Hinterzarten     |              |
| 15. marec 2013   | Trondheim        |              |
| 17. marec 2013   | Oslo             |              |